# Dan reformacije
Dan reformacije se slavi u Njemačkoj i Austriji 31. listopada. Taj dan je sjećanje na reformaciju crkve pod Martinom Lutherom. U Švicarskoj je Dan reformacije prva nedjela u studenome.

## Po državama

### Njemačka
Dan reformacije (31.listopad) je neradni dan u Brandenburgu, Mecklenburg-Zapadno Pomorju, Saski, Saska-Anhaltu i Tiringiju, a od 2018. i u Bremenu, Hamburgu, Donjoj Saski i Schleswig-Holsteinu.
U 2017. prvi put je Dan reformacije bio ne radni dan u cijeloj Njemačkoj, povod je bio početak reformacije prije 500 godina.

### Švicarska
U Švicarskoj reformirane crkve slavi Dan reformacije prvu nedjelju u studenome.

### Austrija
U pretežno katoličkoj Austriji Dan reformacije nije državni praznik. Ali evangelički učenici imaju mogućnosti dobiti slobodan dan kao i evangelički radnici, ako je moguće u poduzeću, kako bi sudjelovali na misama.

### Slovenija i Čile
Dan reformacije je državni praznik u Sloveniji i Čileu.